# Índice Internacional de Corantes
Índice Internacional de Cores ( (em inglês) Colour Index International ) é um banco de dados referência mantido conjuntamente pela Society of Dyers and Colourists e a American Association of Textile Chemists and Colorists. 

## Onde é encontrado
Ele foi impresso pela primeira vez em 1925. Atualmente ele é publicado exclusivamente na internet.

## Utilização
O index serve como um banco de dados referência padrão dos fabricantes de produtos coloridos e é usado por fabricantes e consumidores, como artistas e decoradores, além do setor químico como um todo.
A disponibilidade de um sistema padrão de classificação para pigmentos é útil porque resolve conflitos históricos, propriedade, e nomes genéricos que tem sido aplicados às substâncias corantes.

## Descrição
Substâncias colorantes (tanto corantes quanto pigmentos) são listados de acordo com um Índice de Nomes Genéricos (Colour Index Generic Names) e Índice de Números de Constituição de Cor (Colour Index Constitution Numbers). Estes números são prefixados no Brasil e vários outros países com C.I. ou CI, por exemplo, CI 15510. 
Esta abreviação é algumas vezes modificada para CL, dependendo da fonte usada para apresentar a informação. Um detalhado relatório de produtos disponíveis no mercado é apresentado em cada referência do Colour Index. Para cada nome de produto, o Colour Index International lista o fabricante, apresentação física, e os principais usos, com comentários fornecidos pelo fabricante como guia aos consumidores em pesquisa.